# Chiesa di San Nicolò l'Arena

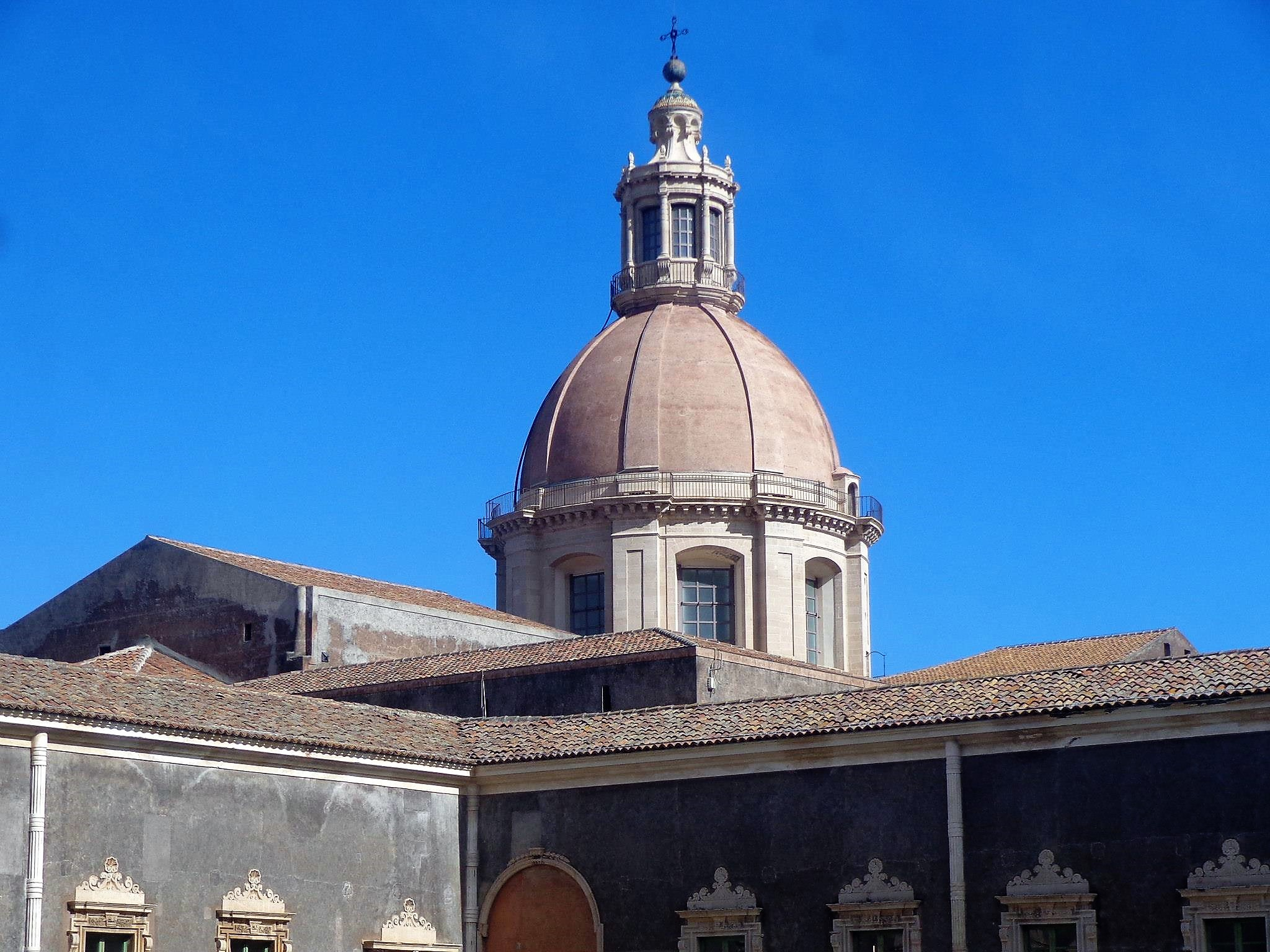
Cupola vista dal Chiostro di Levante.

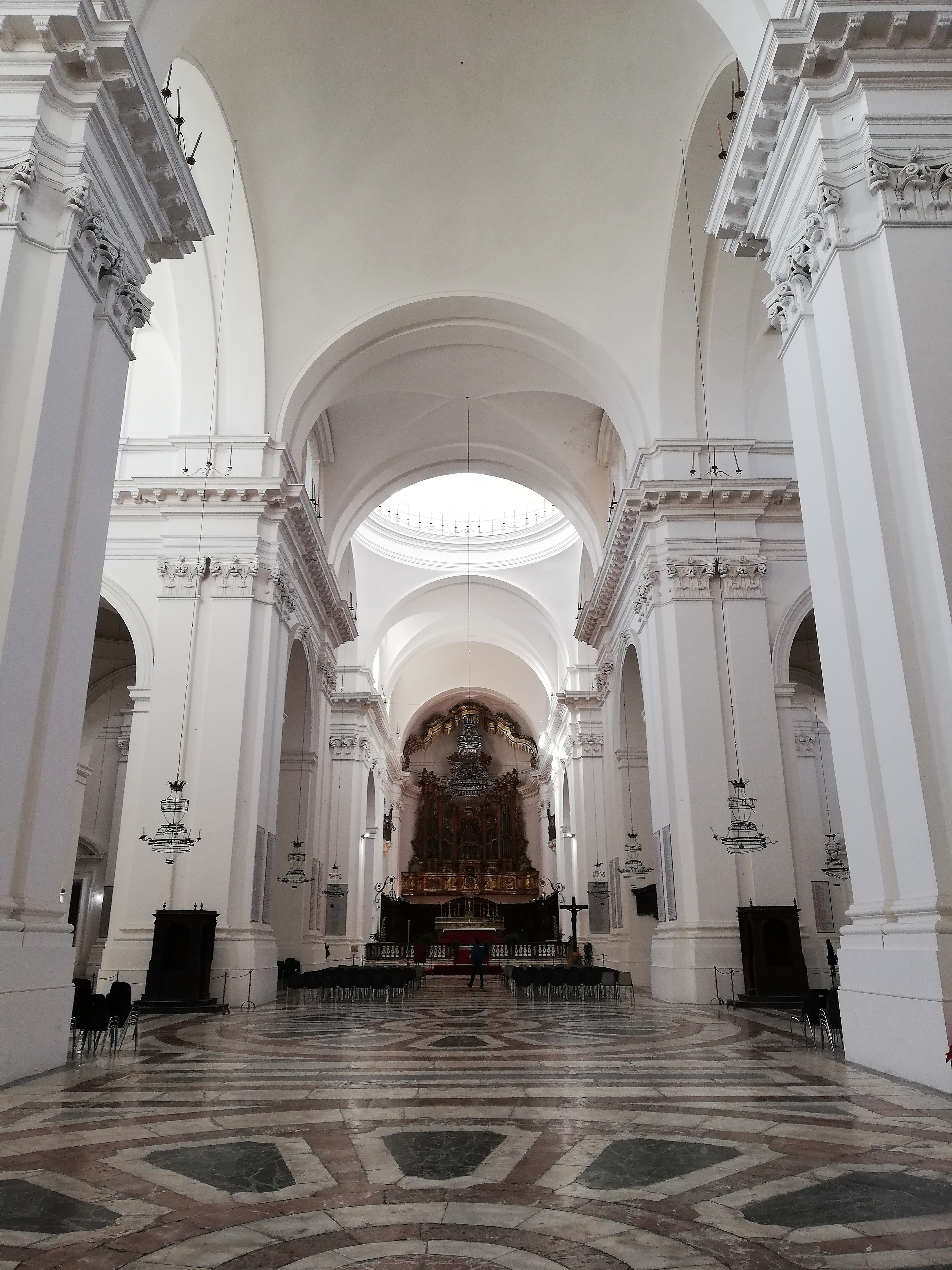
Navata.

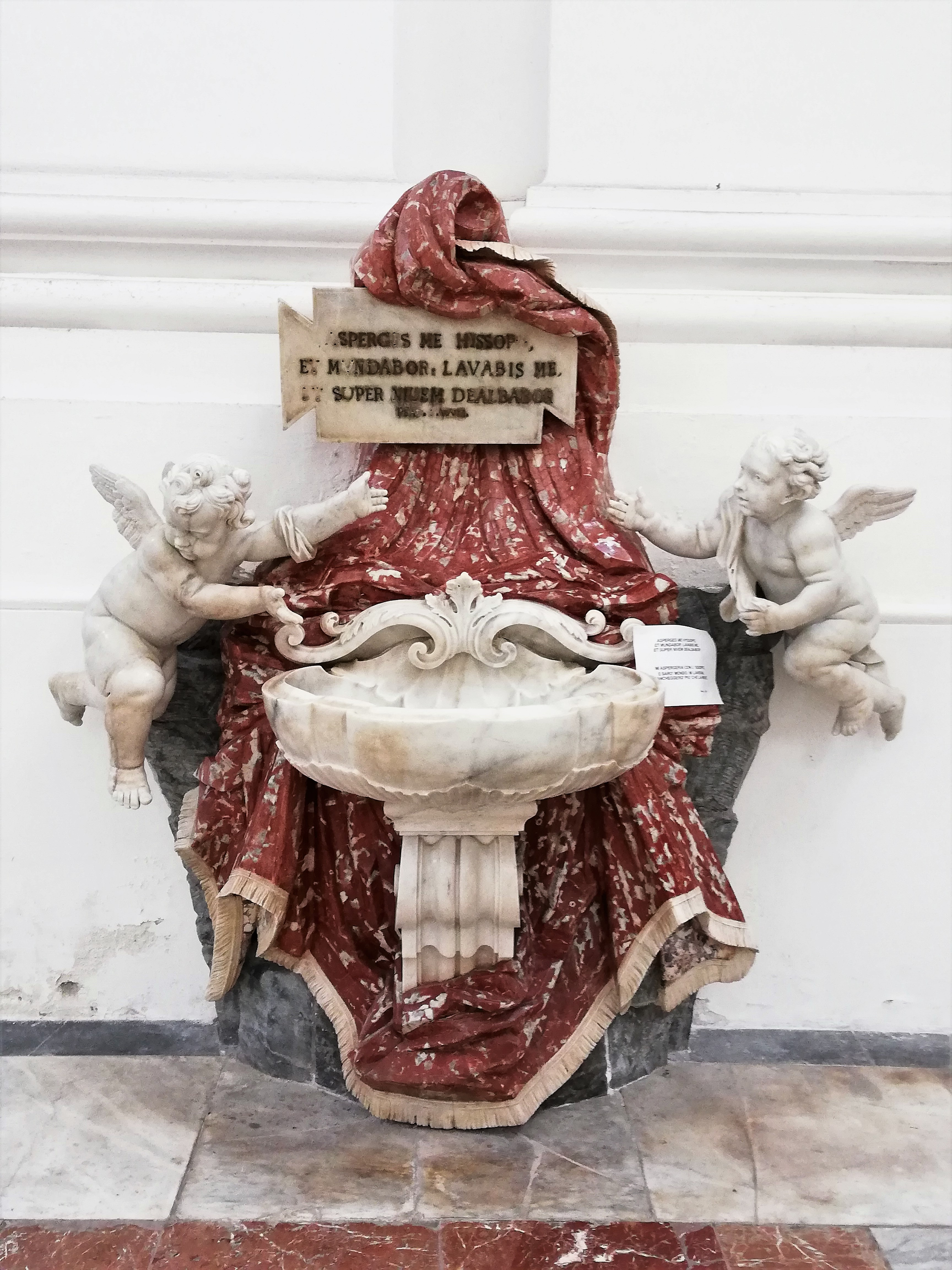
Acquasantiera.

La chiesa di San Nicolò l'Arena a Catania è un edificio di culto cattolico, sito in Piazza Dante. Avente una superficie di oltre 1500 m2 e un'altezza massima di circa 66 metri alla cupola, è la chiesa più grande della Sicilia. L'attuale edificio di culto, sorto posteriormente all'eruzione dell'Etna del 1669, sostituisce un più antico tempio rinascimentale.
Divenuta demanio statale in seguito alle Leggi eversive del 1866, dal XX secolo ospita il Sacrario militare della Città di Catania. 

## Etimologia
Il primo tempio eretto dai benedettini a Catania venne titolato Sancti Nicolai de Arenis, letteralmente San Nicola dell'Arena poi traslitterato nell'attuale denominazione, e prende spunto dalla devozione dei monaci a San Nicola di Bari e dalla terra chiamata rena rossa che caratterizzò il primo complesso monastico eretto a Nicolosi da cui provenivano i monaci che fondarono il grandioso Monastero di San Nicolò l'Arena il 28 novembre 1558. Le denominazioni "rena" e "arena" sono state egualmente usate nei secoli.

## Storia

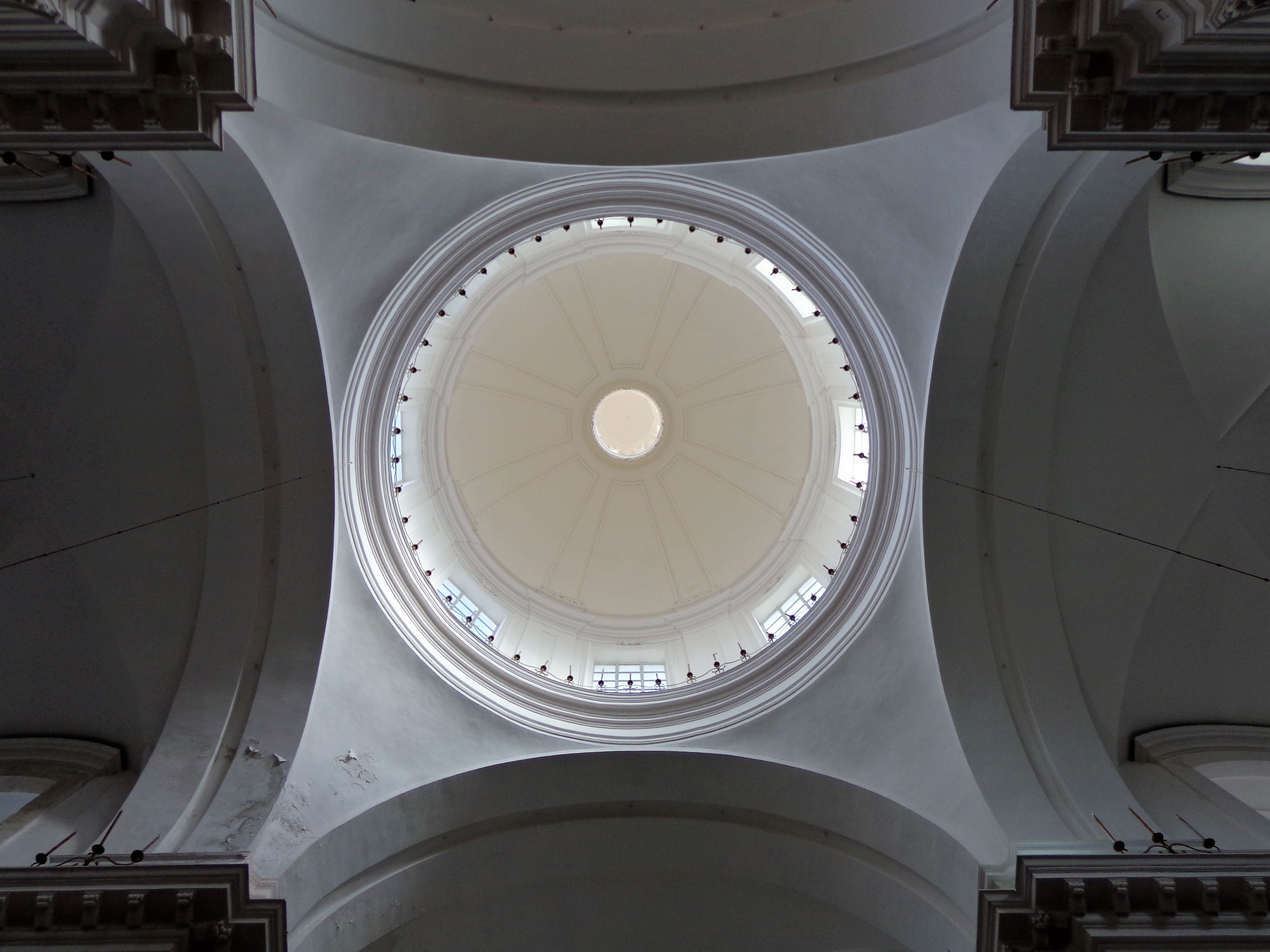
Cupola.

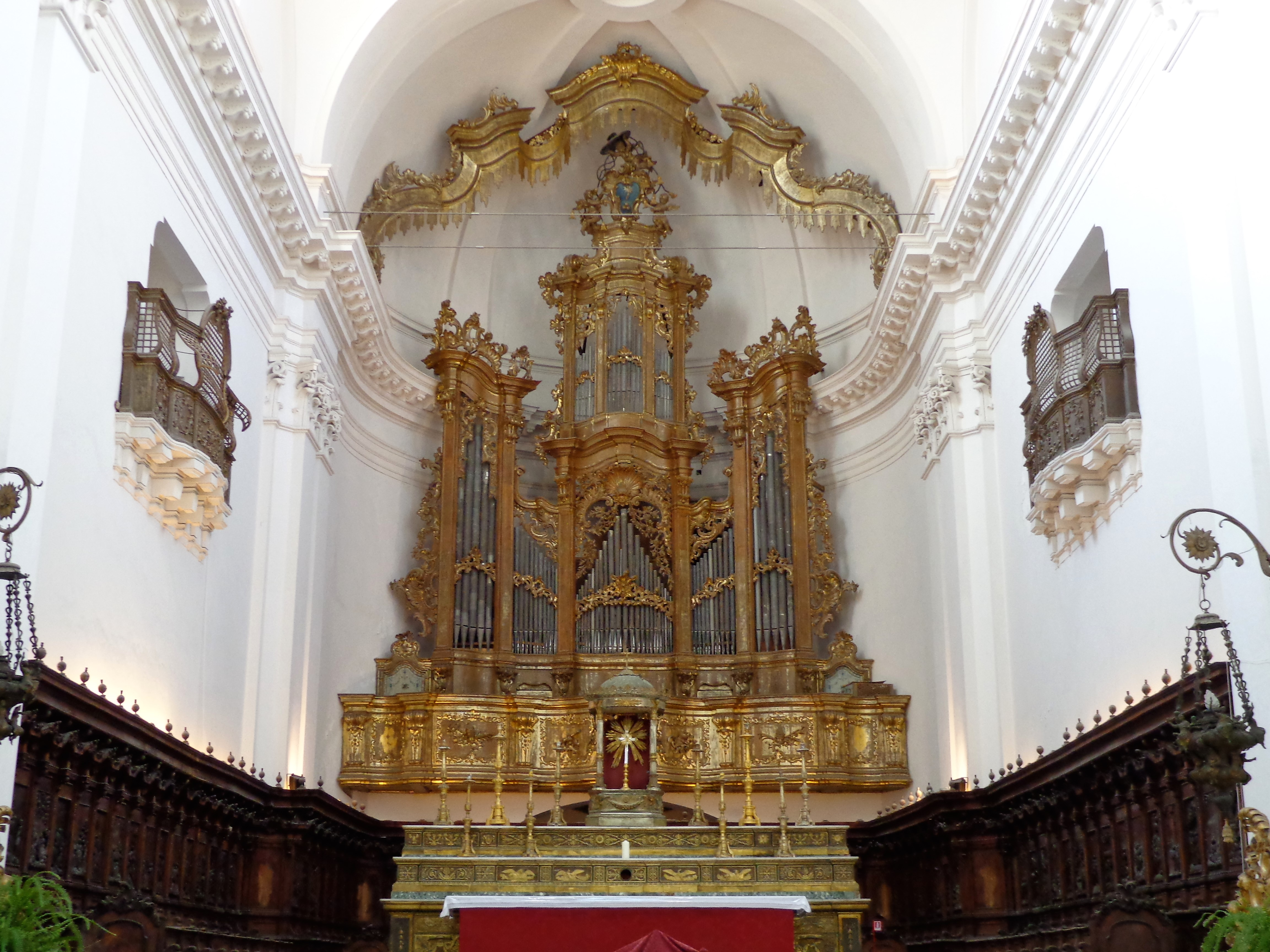
Presbiterio.

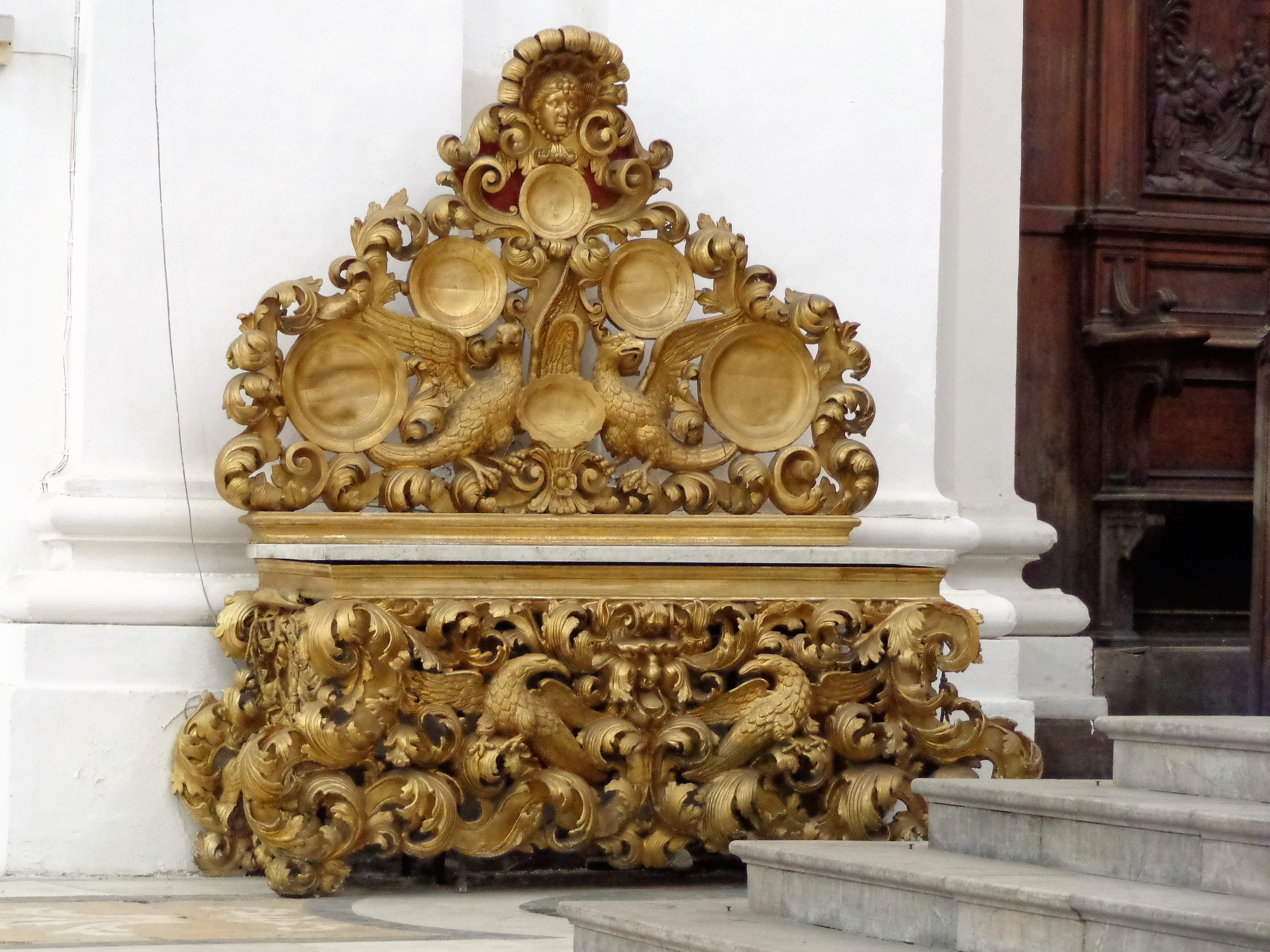
Panca.

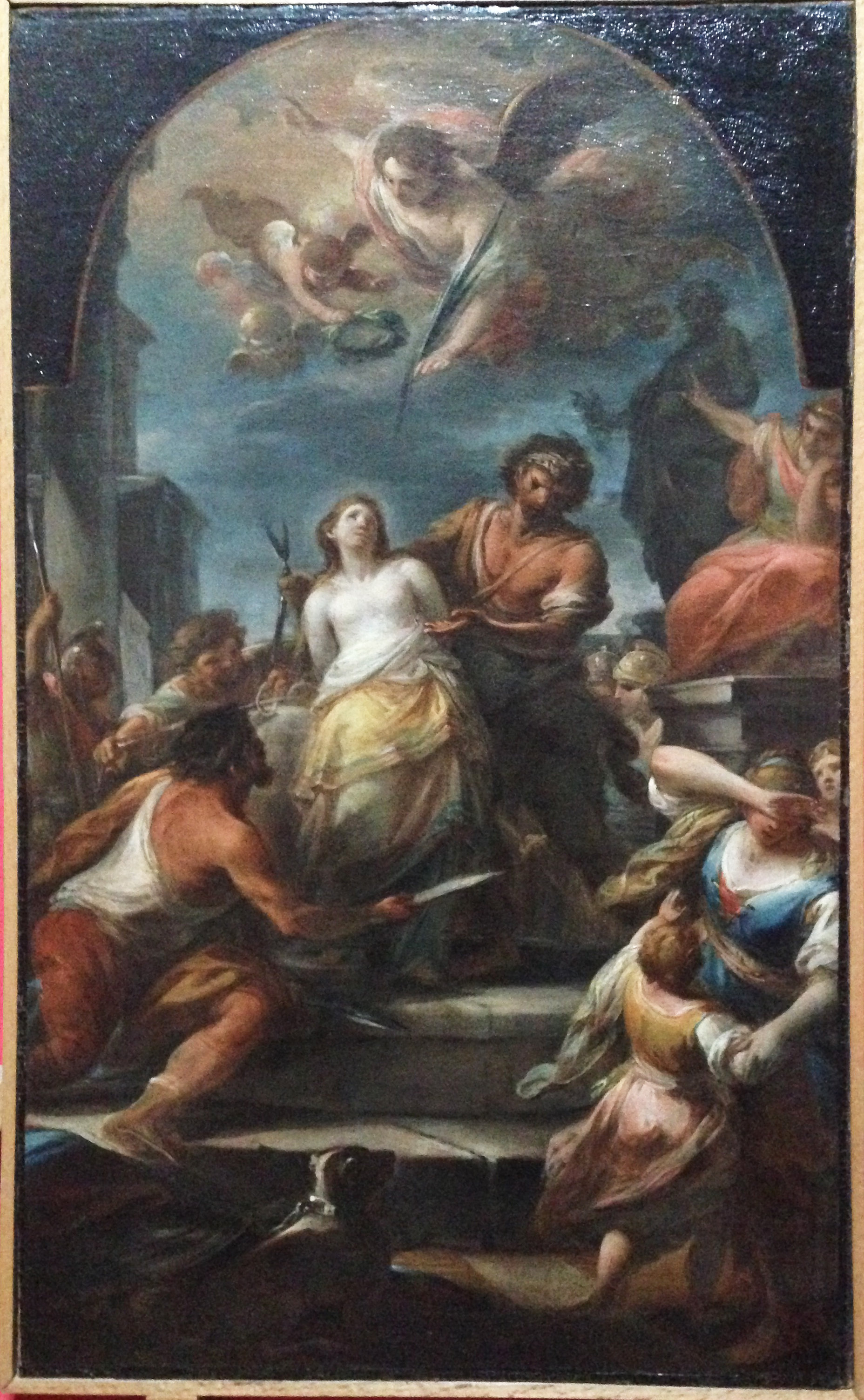
Martirio di Sant'Agata.

### Origini
In epoca bizantina Placido, discepolo di San Benedetto, è inviato a gestire i dodici poderi siciliani dell'Ordine benedettino donati dal padre Tertullo. La prima istituzione benedettina documentata nel catanese è il monastero di San Vito sulle falde dell'Etna, istituzione ripopolata con i religiosi provenienti dall'abbazia di Santa Maria di Sant'Eufemia in Calabria.

### Basso Medioevo
Nel 1136 Enrico del Vasto, primo della stirpe degli Aleramici siciliani, dona la chiesa di San Leone in Pannacchio. Nel 1150 i religiosi ricevono da Simone, figlio di Enrico, la chiesa di San Nicolò l'Arena di Nicolosi con annessi l'ospizio, i vigneti, i pascoli e le terre. Nel 1156 per volere della contessa Andalizia, sorge il monastero nella contrada di Ruvolo Grosso, in territorio di Biancavilla. Nel 1160 per volere del conte Simone del Vasto è fondato il monastero di Santa Maria di Licodia. Nel 1358 i monaci di San Leone si aggregano ai monaci di San Nicolò l'Arena. Dopo altri due secoli i religiosi decisero di tornare entro le più sicure mura fortificate cittadine.

### Età moderna
Del primitivo impianto cinquecentesco, inaugurato nel 1578 alla presenza del viceré Giovanni de la Cerda, si hanno sporadiche notizie e appena un cenno nella veduta di Catania del tempo, firmata da Pierre Mortier, in cui si vede appena un gruppo di povere abitazioni nel sito della Cipriana, sede dell'antica giudecca di Catania e dal 1553 proprietà dei monaci nicolositi. L'antica chiesa è presumibile fosse dedicata a San Nicola di Bari, come il medioevale Monastero di San Nicolò l'Arena di Nicolosi e come quello successivo di Catania.
Nel 1669 la struttura soffrì dell'eruzione etnea che colpì il versante occidentale della città, penetrando dalle porte civiche e colpendone i bastioni, tra cui il Bastione del Tindaro, divenuto di proprietà dei benedettini. La chiesa venne ricostruita più a sud del sito originario, a breve distanza dal limite della colata a partire dal 1687 su progetto dell'architetto romano Giovanni Battista Contini.
Il progetto rivela gli intenti funzionali e celebrativi dell'ordine. Da un lato, infatti, l'enorme superficie occupata dall'edificio religioso doveva servire ad accogliere quanti più fedeli possibili durante le feste religiose, soprattutto quella del Santo Chiodo, in settembre; dall'altro, la grandezza e la monumentalità del tempio dovevano evidenziare la potenza e la ricchezza raggiunte dal cenobio catanese, già attestate dal sontuoso chiostro rinascimentale inaugurato nel 1608. L'esempio a cui ispirarsi per concretizzare tutte queste premesse era la Basilica di San Pietro a Roma, di cui non poteva ovviamente non tener conto un architetto romano come il Contini, allievo di Carlo Fontana e di Gian Lorenzo Bernini, nonché principe dell'Accademia di San Luca.
Nel 1693 la fabbrica venne interrotta dal violento sisma che colpì la Sicilia sud-orientale e per quasi trent'anni il cenobio rimase senza chiesa principale, poiché si progettava di spostare la sede del tempio sulla collina Montevergine, ritenuta sede più consona anche per la sua importanza storica. Nel 1730 si riprese il cantiere della Cipriana, e da quella data divenne l'eterno cantiere della città in cui operarono Andrea e Antonio Amato, Francesco Battaglia, Stefano Ittar, Carmelo Battaglia Santangelo.
Si deve a Stefano Ittar, subentrato al suocero Francesco Battaglia dopo che la navata destra nel 1755 aveva subito alcuni cedimenti strutturali, l'innalzamento nel 1780 della grande cupola all'incrocio fra navata e transetto.
La facciata dell'edificio, che nel frattempo cambiò cinque volte progetto fino al definitivo del Battaglia Santangelo, rimase incompiuta: nel 1797 infatti si aprì un contenzioso tra i benedettini e l'impresa che riforniva il convento della pietra per il completamento della facciata. Confiscata dal governo unitario nel 1866, la facciata rimase incompiuta.

### Età contemporanea
Sconsacrata durante l'ultima guerra mondiale e danneggiata dai bombardamenti, successivamente riconsacrata e dal 1989 ritornata ai benedettini, la chiesa è stata oggetto di numerose campagne di restauro e consolidamento, compresi i lavori di restauro della cupola iniziati nel 1999 e conclusi dopo un lungo periodo di stasi solo nel 2012, ma versa ancora in condizioni di degrado.

## Descrizione
I riferimenti alla basilica vaticana sono ben riconoscibili: nei pilastri che reggono le navate con le paraste corinzie e i cornicioni plasticamente rilevati; nelle finestre, che riecheggiano motivi prettamente romani; infine, soprattutto nella pianta a croce latina e a tre navate, con transetto e cupola all'incrocio dei bracci, con cappelle laterali e sulle absidi del transetto e un coro sopraelevato molto profondo per accogliere gli stalli dei monaci.
Le navate divise da grandi arcate, con tutte le volte poste alla stessa altezza, con la luce forte e diffusa, proveniente dalle alte finestre, sui lati e in facciata, e ulteriormente accentuata dall'alta cupola, permette di abbracciare con uno sguardo l'intera superficie della chiesa fino all'altare maggiore, con le sole cappelle laterali poco più in ombra, a suggerire una spazialità e monumentalità maggiori. A dare maggior luce alla zona dell'altare è poi la grandiosa cupola dell'Ittar, imponente struttura che domina la città ed è alta all'interno 62 metri.
Dal lato sinistro del transetto si accede alla sacrestia, opera di Francesco Battaglia, e al Sacrario dei Caduti, ricavato in alcuni locali dietro l'abside maggiore e sotto alcune aule del monastero. Il sacrario ospita le lapidi a ricordo dei caduti della prima guerra mondiale ed è ornato dagli affreschi di Alessandro Abate, fortemente degradati a causa dell'umidità, mentre la sacrestia, con gli stalli lignei settecenteschi e gli affreschi di Giovan Battista Piparo comunica col chiostro orientale da cui prende luce.
Le cappelle laterali sono tutte rivestite di marmi pregiati e di esse, infatti, si occuparono con particolare attenzione i monaci e gli abati del convento, che non solo fecero arrivare marmi da tutta Italia, ma anche per le pale d'altare si rivolsero a pittori non siciliani, o comunque attivi a Roma: Bernardino Nocchi (1741-1812) e Stefano Tofanelli (1752-1812), entrambi lucchesi, Vincenzo Camuccini (1771-1844), romano, Mariano Rossi (1731-1807), originario di Sciacca ma di formazione napoletana e romana, Ferdinando Boudard (1760-1825), di Parma.

### Prospetto

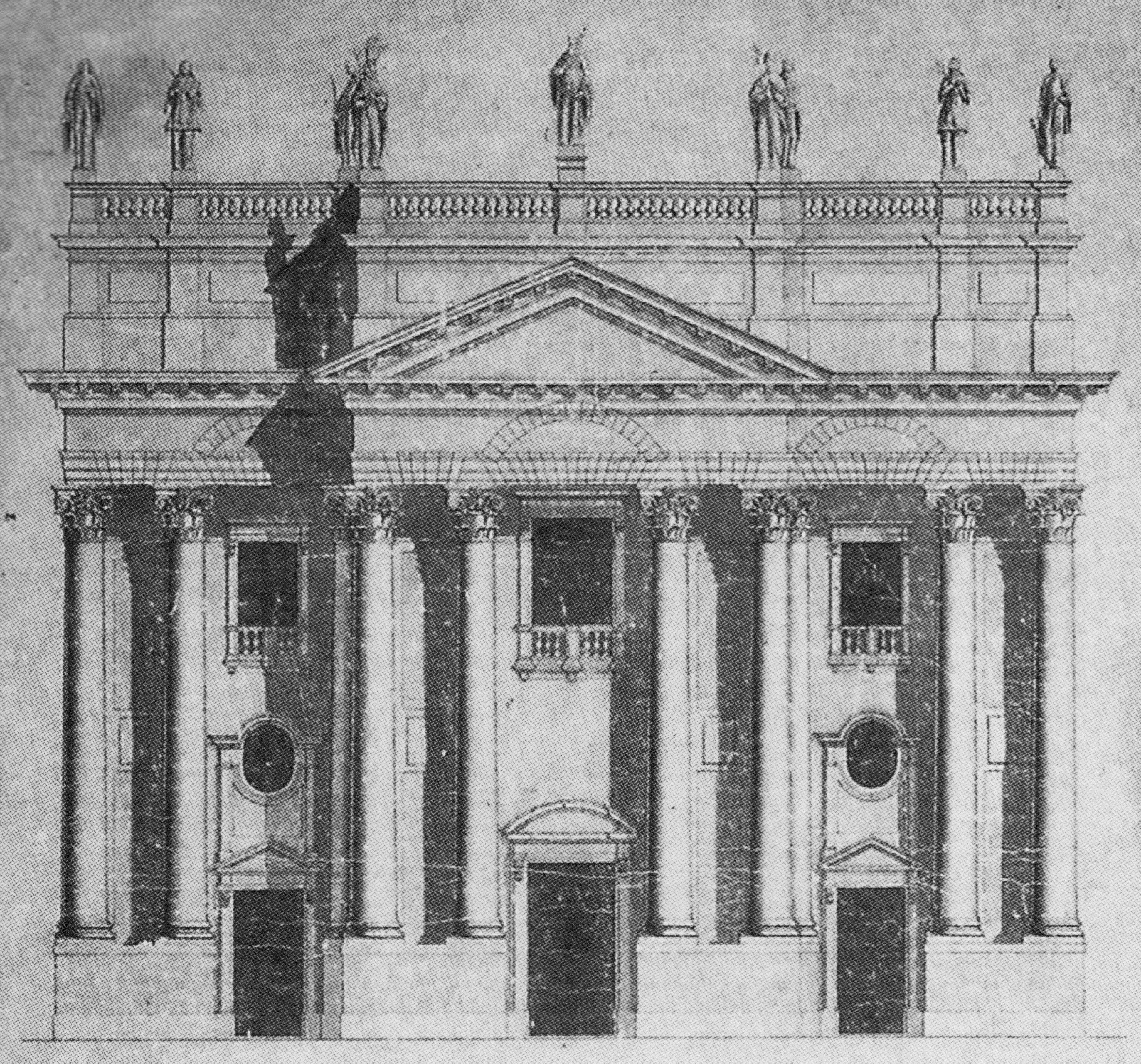
Progetto coevo della facciata.

La facciata su piazza Dante fu cominciata su progetto di Carmelo Battaglia Santangelo, nipote e allievo di Francesco Battaglia, che aveva vinto il concorso bandito dal cenobio nel 1775. Il progetto, un ibrido tra il tardo barocco siciliano e il più lineare neoclassicismo che trovava sempre più largo consenso anche nell'élite isolana, appare piuttosto freddo, con le otto poderose colonne libere che scandiscono la facciata, i tre grandi portali con le finestre balaustrate soprastanti e il timpano centrale, tutto elaborato in una scala grandiosa che non ha eguali in città e che si adegua alle dimensioni altrettanto grandiose della stessa chiesa. Complici i problemi tecnici che la costruzione comportava e la precaria situazione finanziaria dei monaci, più inclini a render maggiormente comodi e sfarzosi gli ambienti del monastero e la vita che vi si conduceva, piuttosto che la loro chiesa, la facciata fu innalzata solo parzialmente lasciando le colonne a metà e il tutto privo della trabeazione di coronamento con un timpano al centro, prevista dal progetto. Nel 1796, l'architetto firmava il finestrone centrale, ma a quel punto i lavori venivano interrotti definitivamente.

## Interno
L'edificio presenta un impianto a croce latina, ambiente ripartito in tre navate da poderosi pilastri, crociera sormontata da snella cupola. L'interno custodisce opere ciclopiche che paiono minuscole nella vastità degli spazi e immersi nel candore degli intonaci. La realizzazione dei manufatti delle cappelle rivela una profusione di materiali nobili che spaziano dal libeccio di Trapani, alabastro cotognino, alabastro di Fiumicino, alabastro di Roma, calcare alabastrino di Malta, calcare alabastrino di Palermo, giallo di Siena, verde di Calabria, marmo tessalico, bianco di Carrara, marmo di Taormina, marmo di Billiemi, verde antico, diaspro nero paragone, bardiglio di Genova, rosso di Francia, fondata di brullia di Francia, morgatello di Spagna, giallo di Castronuovo di Sicilia, pietre di varie tinte di Taormina, marmo portasanta, saravezza di Genova, pinsevera di Genova, marmo nero di Portovenere. Oltre i celebri architetti e argentieri, sono chiamati ad abbellire il tempio i più famosi pittori del barocco romano e delle correnti affini.
L'abate Filippo Hernandez da Caltagirone patrocinò le cappelle di San Benedetto, San Giuseppe, San Placido, Sant'Agata, San Nicola e della Vergine Maria, ossia gli ambienti prossimi la crociera. L'abate Giovanni Andrea Paternò Castello, alcuni decenni più tardi, fu il promotore delle cappelle di San Giovanni Battista, Sant'Euplio, Sant'Andrea e San Gregorio, ossia gli ambienti prossimi l'ingresso.

### Navata destra
- Prima campata: Cappella di San Gregorio[13]. Vincenzo Camuccini autore del quadro raffigurante San Gregorio invia Sant'Agostino in Inghilterra per convertire quel popolo[14][15].
- Seconda campata: Cappella di San Giovanni Battista[13]. Decollazione del Battista dipinto opera di Stefano Tofanelli[16].
- Terza campata: Cappella di San Giuseppe[13]. Mariano Rossi autore del quadro raffigurante San Giuseppe[16] e dell'Istituzione dell'Ordine dei Benedettini, entrambi i dipinti realizzati nel 1786, il secondo oggi custodito presso la Pinacoteca del Castello Ursino. Sul paliotto è incastonato il bassorilievo raffigurante la Fuga in Egitto.

### Navata sinistra
- Prima campata: Cappella di Sant'Andrea[13]. Ferdinando Boudard autore della tela raffigurante il Martirio di Sant'Andrea.[15]
- Seconda campata: Cappella di Sant'Euplio[13]. Calvisiano giudica il diacono Euplio, dipinto di Bernardino Nocchi del 1802 circa[17].
- Terza campata: Cappella di Sant'Agata[13]. Martirio di Sant'Agata di Mariano Rossi del 1786, dipinto oggi custodito presso la Pinacoteca del Castello Ursino[18].

### Transetto
- Absidiola destra: Cappella del Santissimo Crocifisso[19].
  - Quarta campata: Cappella di San Placido[13]. Placido Campolo autore del quadro raffigurante il Martirio di San Placido e Santa Flavia[14][20].
    - Braccio transetto destro: Cappella di San Nicolò[13]. L'ambiente fu pesantemente danneggiato dai bombardamenti del secondo conflitto mondiale. Monumentale manufatto concavo contraddistinto da colonne e lesene sormontate da timpano triangolare, sulle cimase sono documentate le allegorie della Giustizia e Carità. Nell'edicola il quadro raffigurante San Nicola benedicente di Niccolò Lapiccola[21]. Ai lati sono documentati i dipinti di Giuseppe Cades e Stefano Tofanelli raffiguranti rispettivamente il San Nicola non gradisce l'elevazione ad arcivescovo di Mira e la Liberazione dello schiavo[20].
- Absidiola sinistra: Cappella del Santissimo Sacramento[22].
  - Quarta campata: Cappella della Natività[13]. Natività di Gesù dipinto opera di Stefano Tofanelli[23].
    - Braccio transetto sinistro: Cappella di San Benedetto da Norcia.[24] Ambiente realizzato in due riprese fra il 1780 ed il 1790 per volere dell'abate Filippo Hernandez da Caltagirone.[13] Monumentale manufatto concavo contraddistinto da colonne binate sormontate da timpano triangolare, sulle cimase sono collocate le allegorie della Fama e Penitenza. Nell'edicola è collocato il dipinto raffigurante la Presentazione a San Benedetto dei discepoli Placido e Mauro, realizzato nel 1789, opera di Antonio Cavallucci.[14] Nei riquadri laterali sono collocati il San Benedetto nel deserto di Antonio Cavallucci[14] e il San Germano e San Benedetto di Niccolò Lapiccola.[25] Mensa, sopraelevazione e intarsi realizzati in libeccio trapanese, alabastro cotognino, giallo di Siena, verde di Calabria, marmo tessalico, arricchiti con altorilievi in marmo bianco di Carrara raffiguranti soggetti simbolici ed attributi relativi al patriarca: il Libro della Regola, la mitria, il bastone abbaziale, le verghe fiorite legate dal panisellus, due coppie di palme incrociate, simbolo cristiano dell'immortalità dell'anima.

### Altare maggiore

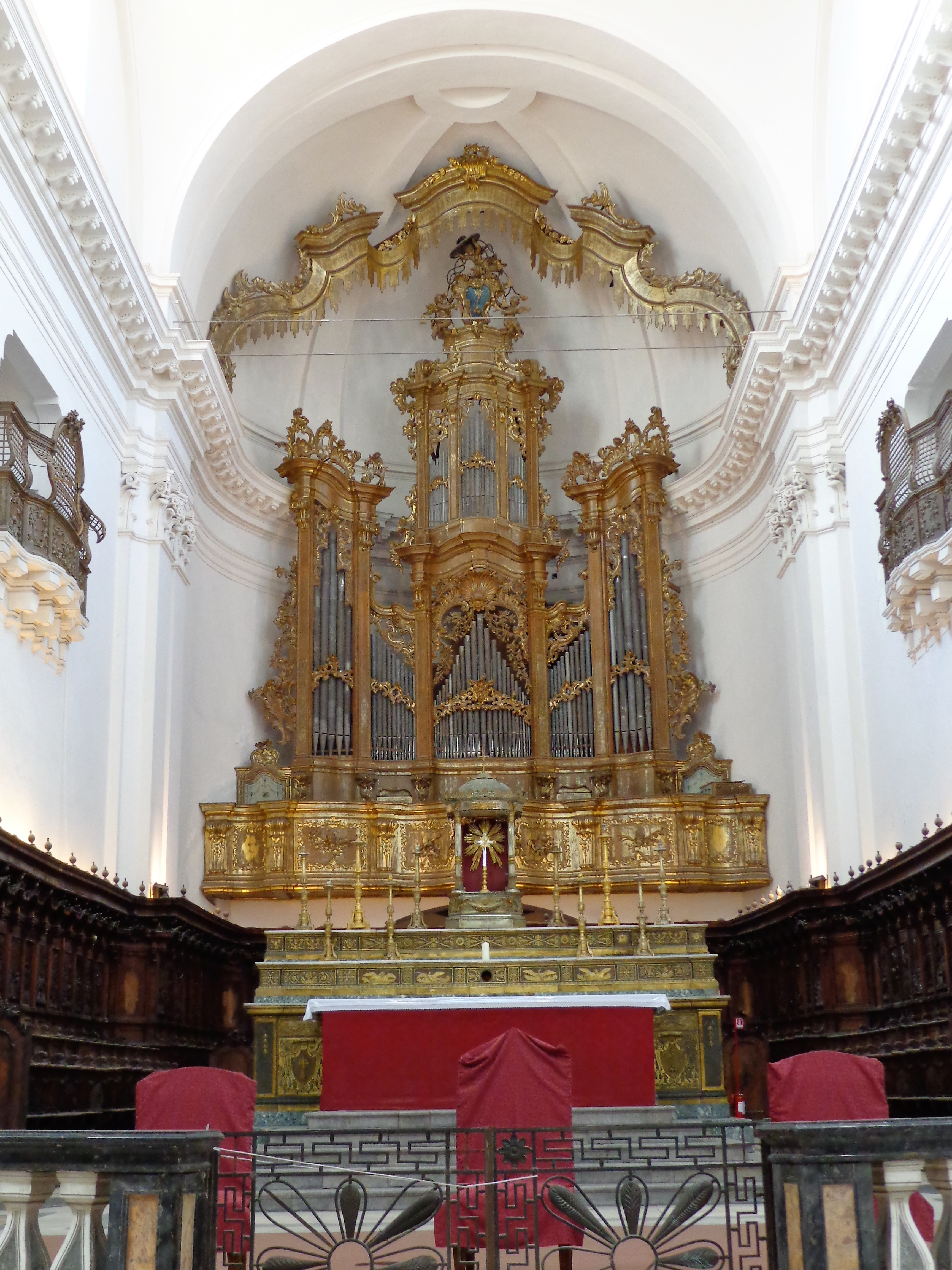
Altare maggiore e organo di Donato del Piano.

Il basamento del grandioso altare versus absidem forma con la figura dell'organo, della cantoria e dell'articolato baldacchino ligneo, una quinta scenica spettacolare. Il manufatto rivestito di pietre dure presenta numerosi inserti metallici patinati in oro o argento, realizzazioni dell'orafo romano Vincenzo Belli.
Sui prospetti laterali sono riprodotti gli stemmi della Congregazione Cassinese e il distintivo abbaziale del monastero. Fra angeli, pilastri, cornici a foglie d'acanto, modanature, arabeschi risaltano i simboli degli Evangelisti. Sull'ultimo gradino al centro troneggia un tabernacolo a tempietto sormontato da cupolino.
Lungo le pareti del catino è disposto il coro in noce formato da 97 stalli, opera di Nicolò Bagnasco e Francesco Regio. Gli stalli superiori presentano altorilievi di scene tratte dal Vangelo, nei prospetti laterali le raffigurazioni di San Gregorio Magno e San Nicolò. Nei pannelli centrali la figura di San Benedetto da Norcia delimitato dai discepoli San Placido e San Mauro. Allo stesso stile si rifanno il coro del monastero e dell'aula del Capitolo.

## Sacrestia
Pietro Novelli è l'autore del quadro raffigurante rispettivamente il Tobiolo e l'Angelo, di Mariano Rossi l'Istituzione degli Ordini Benedettini. Sulle volte campeggia l'Assunzione di Maria Vergine, affresco di Giovanni Battista Piparo.

## Organo
Il presbiterio a la zona absidale ospitano il grande altare, gli stalli lignei del coro scolpiti dal palermitano Nicolò Bagnasco e il grande organo di Donato Del Piano. Del Piano lavorò per dodici anni a questo enorme strumento con 2.378 canne in legno e lega di stagno, sei mantici, cinque tastiere e settantadue registri, che poteva riprodurre qualsiasi strumento musicale ed essere suonato in contemporanea da tre organisti. Rimasto in funzione fino ai primi decenni del XX secolo, l'organo attraversò poi un periodo di totale abbandono, ulteriormente aggravato dai bombardamenti alleati del 1943, che danneggiarono la chiesa. Fu solo nel 1998 che, con decreto ministeriale, furono stanziati i fondi necessari al restauro, operato dalla ditta organaria Mascioni e protrattosi fino al 2004.

## Meridiana

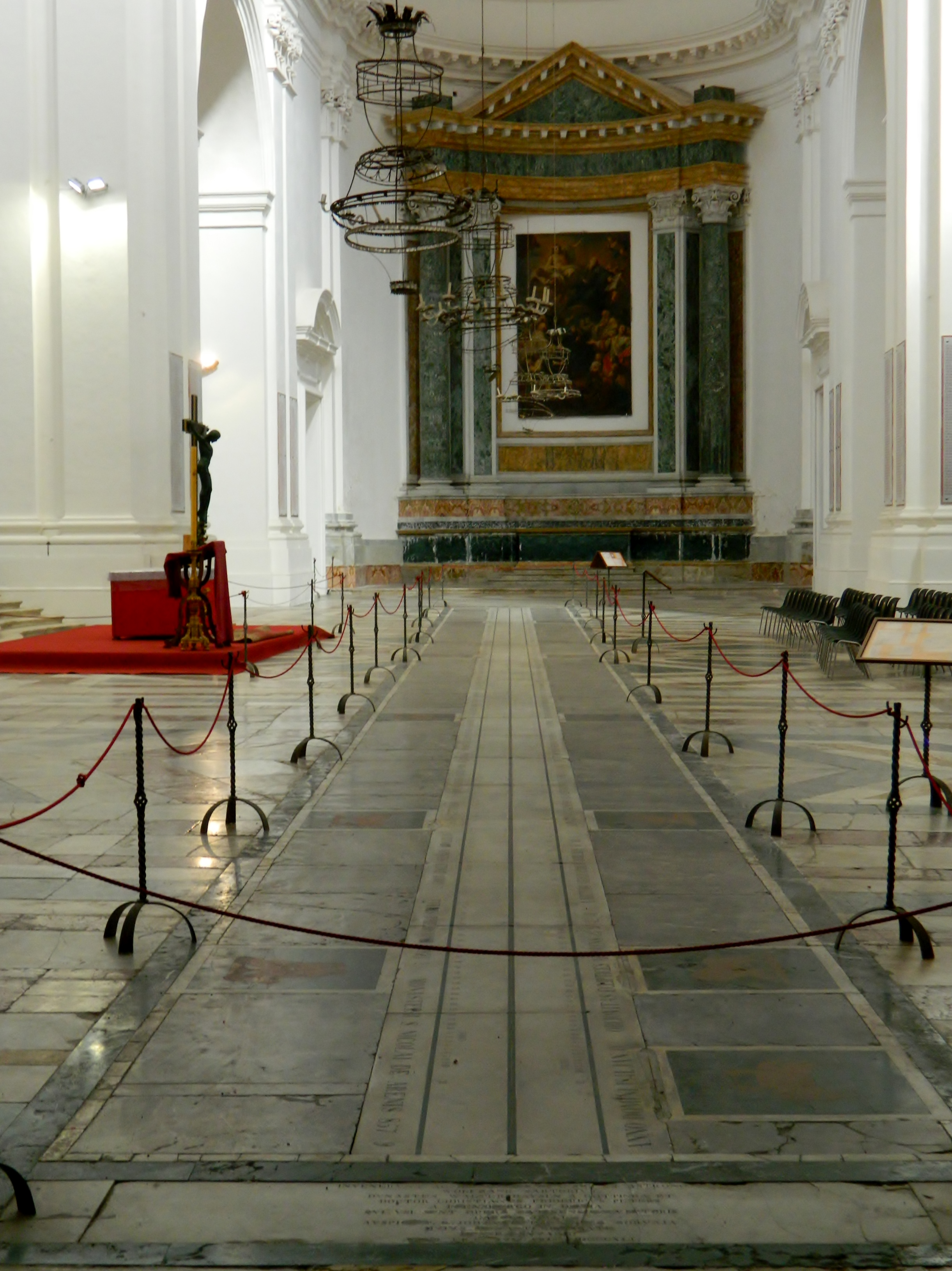
La meridiana, opera di Wolfgang Sartorius von Waltershausen e Christian Peters (1839); segni zodiacali dello scultore Bertel Thorvaldsen.

Nel transetto si trova la grande meridiana che due famosi astronomi, il tedesco Wolfgang Sartorius von Waltershausen e il danese Christian Peters tracciarono sulla pavimentazione a partire dal 1839 (i segni zodiacali sono dello scultore danese Bertel Thorvaldsen). In realtà, già da molto tempo si pensava a dotare la chiesa di una meridiana, ma i progetti precedenti patrocinati da vari abati non riuscirono ad andare in porto e fu solo con l'abate Giovan Francesco Corvaja che la meridiana fu effettivamente realizzata. Grandi furono le lodi che ricevette quest'opera al suo completamento nel 1841, tanto per le dimensioni quanto per il valore dei materiali e delle finiture, ma soprattutto per la precisione ed arditezza dei calcoli; si disse infatti che essa "spaccava il secondo". Lo gnomone, ossia il foro praticato sulla volta del transetto è posto a 23 metri, 91 centimetri e 7 millimetri di altezza, mentre sulla fascia marmorea, il cui tracciato si estende per circa 40 metri tra le due cappelle di San Benedetto da Norcia e San Nicola di Bari alle due estremità del transetto, sono segnate le ore, i giorni e i mesi, nonché i segni zodiacali e varie iscrizioni che forniscono notizie sull'opera, sui suoi ideatori, sull'interpretazione corretta di tutti i dati, sui rapporti tra le varie unità di misura in uso al tempo.
L'elenco dei siti ospitanti le installazioni di meridiane a camera oscura in Sicilia: la cattedrale di Maria Santissima Annunziata di Acireale, la Scuola Tecnica Regia di Caltanissetta, la chiesa dei Santi Apostoli Pietro e Paolo di Castiglione di Sicilia, il duomo di Santa Maria Assunta di Castroreale, la chiesa di San Nicolò l'Arena di Catania, la basilica cattedrale protometropolitana della Santa Vergine Maria Assunta di Messina, il duomo di San Giorgio di Modica, la cattedrale metropolitana della Santa Vergine Maria Assunta di Palermo.

## Feste
- 13 e 14 settembre, Festa del Santo Chiodo, rito e funzione documentati.[32]

## Sacrario militare italiano
Serie di ambienti fortemente voluti dall'Associazione Provinciale delle Famiglie dei Caduti in Guerra. Il sacrario fu progettato dall'ingegnere Alessandro Vucetich.